# Maurice Garnier
Maurice Garnier, né le 2 juillet 1938 à Saint-Étienne et mort à Pau le 26 juin 2020, est un peintre, sculpteur, illustrateur et infographiste français.

## Biographie
Maurice Garnier fait des études à l'École des beaux-arts de Saint-Étienne, marqué par les collections d'images de chocolat de sa mère et les reproductions de Cézanne, de Van Gogh et d'Utamaro. Comme Antoine de la Garanderie, Maurice Garnier sait surmonter son handicap de mal entendant et s'investir dans le monde de l'image et les fantaisies de l'imaginaire. Il s'extirpe discrètement de sa ville natale pour monter à Paris en 1963.
Il se spécialise dans un premier temps dans l'illustration, collabore à des magazines ou des revues comme ELLE, Bizarre, Lui, L'Expansion, Pétrole Progrès, Okapi, Pomme d'api et à des ouvrages de littérature enfantine. Il fait l'expérience du milieu artistique parisien jusqu'en 1974 sans s'y assimiler. Paris l'accueille avec ouverture et curiosité. Il y rencontre Peter Knapp, André François, Robert Delpire, Jacques Prévert, Pierre Étaix...
Il s'essaie à une variété d'approches : aquarelles, dessins, petits montages de papier. D'aucuns le qualifient de « fils posthume de Paul Klee ».
Il expose à la Galerie Delpire entre autres et se fait connaître  par son style très particulier qui fait la part belle à un monde imaginaire et poétique de maisonnettes-pagodes, de papillons, de chats monstres, de personnages énigmatiques.
Influencé par André François, Saul Steinberg, Albert Uriet, Winsor McKay, Hokusai, Jean-Jacques Grandville, Tomi Ungerer, Edward Lear... , fasciné et nourri par le burlesque poétique de Buster Keaton et les débuts de l'animation cinématographique. Il décide de s'installer à Lyon et y demeure depuis 1974.
Influence peut-être, apports et enrichissements multiples. Il citerait aisément Jules Supervielle : " Mon embarras serait grand s'il me fallait dire si je dois davantage à Homère qu'à la ligne transatlantique faisant le service entre Bordeaux et Montévidéo. "
À Lyon, il participe à la naissance de l'École Emile Cohl que Philippe Rivière, grâce à l’aide de Roland Andrieu, fonde en 1984 : il en trouve le nom, dessine le logo. Alors que les ravages de mai 1968 détournent les élèves des écoles d'art, du dessin et de la représentation, avec ses amis, Jean Claverie, François Crozat, Jean-Michel Nicollet et quelques autres, il y enseigne le dessin d’objet et l’illustration jusqu’en 2007 à la grande satisfaction des promotions qui se sont succédé.
Parallèlement, il continue à créer ses œuvres personnelles, jouant avec les matériaux, bois, pierre, polystyrène, os, matériaux de récupération. Un pays des rêves se construit.
Il réalise des scénarios de dessin animé et de films d'animation pour le service de la recherche de l'ORTF et pour Georges Le Piouffle à GDA Films.
Sollicité par  un établissement public, Maurice Garnier gagne, en 1972, le concours portant sur le traitement de surface, coloration et graphisme, de deux châteaux d'eau dont l'un sera réalisé grandeur nature dans la ville nouvelle de Marne-la Vallée.
Sur le plateau de la Croix-Rousse à Lyon, il a créé dans son atelier de canut un climat d'humour et de légèreté en son monde colonisé de « volumes » en bois, en papier, en pierres, de peintures, de dessins. Son atelier de canut fut considéré comme une caverne d'Ali Baba, une ruche d'un petit peuple issu de contrées oniriques, un monde de l'enfance, un atelier regorgeant de volumes en toutes matières, de peintures et de dessins qui, dans le calme, invitent à une rêverie où grouillent, se mêlent, s'associent des bestioles et des personnages énigmatiques. Un atelier de Gepetto ? Le biotope de Maurice Garnier s'ouvre à toutes les perspectives comme toutes les explorations de matériaux, à toutes les énigmes comme à toutes les respirations, dégage tous les sens pour chanter la poésie et réveiller la magie.
Fin 2019, l'École Émile Cohl lui consacre une exposition rétrospective, réunissant 200 œuvres de tous formats.

## Expositions

### Collectives
- 1971 63/42, Maison de la Culture et des Loisirs, Saint-Étienne, peintures
- 1972 Galerie Wolfsberg, Zurich, encres, aquarelles
- 1974 Galerie Delpire, Paris, aquarelles
- 1974 Cinq illustrateurs avec Georges Lemoine, Bernard Cretin, Colette Portal, Gérard Schreiber, Centre d'art de Flaîne (Haute-Savoie), aquarelles et illustrations
- 1975 Galerie Image, "5 illustrateurs à Gargilesse, avec Philippe Kailhenn, Georges Lemoine, Colette Portal & Jacques Rozier, Gargilesse, illustrations
- 1975 Triennale, Maison de la Culture et des Loisirs, Saint-Étienne, peintures
- 1975-1976 avec Georges Lemoine, Colette Portal, Fore, Galerie Lefor Openo, Saint-Cloud, encres et aquarelles
- 1981 Espace lyonnais d'art contemporain, Lyon, illustrations
- 1984 École Émile-Cohl, Lyon, illustrations
- 1986 Espace lyonnais d'art contemporain, Lyon, peintures et volumes
- 1986 Bibliothèque Municipale Max Pol Fouchet, Givors (Rhône), illustrations
- 1992 Bibliothèque de la Part-Dieu, Lyon, illustrations
- 1996 21e Salon Art et Matière, Maisse (Essonne), sculptures
- 1997 Centre Culturel, Tarare (Rhône) , dessins noir et blanc
- 1998 Espace Culturel du Toboggan, Décines, illustrations
- 1998 Circuit des Artistes du Pilat, Restaurant La Reclusière, Condrieu (Rhône) aquarelles et peintures
- 2001 Bibliothèque du 7e, Lyon, volumes
- 2003 Espace Culturel du Toboggan, Décines, peintures volumes
- 2003 Bibliothèque municipale, Pau, illustrations, peintures et volumes
- 2009 Galerie Tandem, Lyon, petits volumes, infographies
- 2009 20 Popeye, Galerie L'Antilope, Lyon
- 2013 Le Polaris, Corbas, 28 nov. au 17 déc., dessins, illustrations, peintures et volumes, Maurice Garnier et Christian Epanya

### Personnelles
- 1968 Galerie Delpire, Paris, encres de couleur, volumes bois et  papier
- 1971 Galerie du Haut-Pavé, Paris, aquarelles & peintures
- 1976 Galerie Marquet, Paris, aquarelles, pastels et volumes
- 1987 École Émile-Cohl, Lyon, illustrations, aquarelles, pastels et volumes
- 1987 Centre d'Animation des Pénitents, Montbrison (Loire), aquarelles peintures et volumes
- 1996 Galerie In Extremis, Saint-Étienne, peintures
- 1998-1999 Espace Culturel du Toboggan, Décines, ensemble d'illustrations, de peintures, de luminaires et de volumes
- 2002 Galerie L'Antilope, Lyon, illustrations, peintures et volumes
- 2009 Musée en Herbe, Paris, illustrations, peintures, volumes et infographies
- 2009 20 Popeye, Galerie L'Antilope, Lyon, illustration
- 2011 Galerie l'Antilope, Lyon, peintures et volumes
- 2011 l'Auberge des Arts, Givors, dessins, illustrations, peintures et volumes
- 2013 Le Polaris, Corbas, 28 nov. au 17 déc., dessins, illustrations, peintures et volumes, Maurice Garnier et Christian Epanya
- 2019 École Émile-Cohl, 29 nov. au 9 janv. 2020, rétrospective "Les fantaisies de l'imaginaire de Maurice Garnier": dessins, illustrations, peintures et volumes

### Livre et album illustré
- Joseph Handler, plusieurs illustrateurs, Le Livre de la santé, 20 volumes, Monte Carlo, André Sauret, 1967
- Jacqueline Held, Le Chat de Simulombula, illustrations de Maurice Garnier, Bernard Bonhomme et Nicole Claveloux, Paris, Harlin Quist, 1971 Grand prix de l'ORTF de littérature pour la jeunesse, 1970.
- Jacqueline Held, Le Pommier des Perloupette : et deux autres contes, Paris, L'École des loisirs, coll. « Joie de lire », 1973.
- Anne-Marie Chapouton, Vincent le petit berger, Paris, Bayard éditions, Belles Histoires de Pomme d'Api, no 59, août 1976  (ISBN 2-7009-0016-2)
- Béatrice Tanaka, Le Pinceau de Ma Liang, Paris, Bayard éditions, J'aime lire, no 7, août 1977  (ISBN 2-7009-1005-2)
- Anne Bramard-Blagny et Jacqueline Cohen, Pacounda, Paris, Bayard éditions, J'aime lire, no 15, avril 1978  (ISBN 2-7009-1013-3) Réédition en 1990  (ISBN 2-227-72207-X)
- Jean-Paul Nozière, Un cheval à l'école, Paris, Bayard éditions, J'aime lire, no 34, novembre 1979  (ISBN 2-7009-1032-X)
- Nicolas de Hirsching, Le Navire ensorcelé, Paris, Bayard éditions, J'aime lire, no 53, juin 1981  (ISBN 2-7009-1051-6)
- Jean Joubert, Mystère à Papendroch, Paris, L'École des loisirs, coll. « Joie de lire », 1982  (ISBN 2-211-08923-2) Réédition en 1990  (ISBN 2-211-04404-2)
- Jacqueline Held, Contes de terre et de lune, Paris, L'École des loisirs, 1983  (ISBN 2-211-09903-3) Contient sept contes, dont les trois précédemment publiés sous le titre Le Pommier des Perloupette.
- Italo Calvino, (trad. Nino Frank), Romarine, Lyon, Le Chardon bleu, 1983  (ISBN 2-7287-0811-8)
- Fredric Brown, (trad. Jacques Papy), Une étoile m'a dit, Lyon, Le Chardon bleu, 1984  (ISBN 2-86833-001-0)
- Nicolas de Hirsching, La Marelle, Paris, Bayard éditions, J'aime lire, no 104, septembre 1985
- Georges Kolebka, Petits Poèmes pour petits pieds, Paris, Hatier, 1985  (ISBN 2-218-07424-9)
- Georges Kolebka, Petits Poèmes pour petites mains, Paris, Hatier, 1985  (ISBN 2-218-07425-7)
- Georges Kolebka, Petits Poèmes pour petites pattes, Paris, Hatier, 1986  (ISBN 2-218-07426-5)
- Leigh Sauerwein, Charlie et la Boîte bleue, Paris, Bayard éditions, J'aime lire, no 153, octobre 1989 Réédition en 1994  (ISBN 2-227-72276-2)
- Petit lexique illustré du parler stéphanois, Lyon, L'Antilope, 1998  (ISBN 2-912038-15-4) Édition de l'album préparé par Maurice Garnier pour l'obtention du diplôme national des Beaux-arts à Saint-Étienne en 1961